# B.B. Jerome & The Bang Gang
B.B. Jerome & The Bang Gang was een Belgische boysband die vooral actief was in de beginfase van het eurodancetijdperk.
De groep bestond uit 4 leden: B.B. Jerome (Jeroen Arts), Serge G (Serge Mungiele), Mike (Mike Alvarez) en Little Milk. 
De muziek werd geschreven door Jeroen Arts, Koen Tillie en Dominic Sas. 
In 1991 kende B.B. Jerome & The Bang Gang zijn grootste succes met 3 topvijfnoteringen in de Vlaamse hitparade.  
Shock Rock was hun grootste hit.
In 1995 splitte de groep. Verschillende groepsleden kwamen in andere projecten terecht zoals T-Spoon.  
Mike Alvarez werd later bekend als hiphopdanser en choreograaf van onder andere 2 Step Dance Company (2SDC). Hij heeft deelgenomen aan TV wedstrijden als Move Like Michael Jackson, Belgium's Got Talent (Vlaanderen) en Dance as One. Mike verzorgt ook de choreografieën voor het Tv-programma "James The Musical".  
Serge G werd sinds 1999 de vaste danser van de Belgische dance act X-Session. Nu treedt hij vooral op als DJ "Crazy Sir-G".     
| Single met hitnotering(en) in de Vlaamse Ultratop 50 | Datum van verschijnen | Datum van binnenkomst | Hoogste positie | Aantal weken | Opmerkingen |
| ---------------------------------------------------- | --------------------- | --------------------- | --------------- | ------------ | ----------- |
| Shock Rock                                           | 1991                  | 05-01-1991            | 2               | 19           |             |
| You Can Rock It                                      | 1991                  | 11-05-1991            | 4               | 15           |             |
| Havin' A Ball Y'All                                  | 1991                  | 07-09-1991            | 5               | 14           |             |
| Do That Dance                                        | 1992                  | 01-02-1992            | 5               | 11           |             |
| Mega Mix                                             | 1992                  | 04-07-1992            | 20              | 6            |             |
| I Want You To Want Me                                | 1993                  | 02-01-1993            | 47              | 1            |             |
| Check Out The Girl                                   | 1993                  | 11-12-1993            | 49              | 2            |             |
| Bang Gang Night                                      | 1995                  | 09-09-1995            | 43              | 1            |             |